# Władimir Makiejew
Władimir Iwanowicz Makiejew (ros. Владимир Иванович Макеев, ur. 11 września 1957 r.) – rosyjski narciarz alpejski reprezentujący ZSRR. Zajął 22. miejsce w zjeździe na igrzyskach w Lake Placid w 1980 r., ale nie ukończył zawodów. Najlepszym wynikiem Makiejewa na mistrzostwach świata było 6. miejsce w zjeździe na mistrzostwach w Schladming. Najlepsze wyniki w Pucharze Świata osiągnął w sezonie 1978/1979, kiedy to zajął 41. miejsce w klasyfikacji generalnej.

## Sukcesy

### Puchar Świata

#### Miejsca w klasyfikacji generalnej
- 1978/1979 – 41.
- 1980/1981 – 48.
- 1981/1982 – 66.
- 1982/1983 – 46.
- 1983/1984 – 87.
- 1984/1985 – 85.

#### Miejsca na podium
1. Schladming – 10 grudnia 1978 (zjazd) – 3. miejsce